# ویلیام دنیل
ویلیام دنیل (انگلیسی: William Daniell; ۱ ژانویهٔ ۱۷۶۹ – ۱۶ اوت ۱۸۳۷) نقاش، و تصویرگر اهل پادشاهی متحد بریتانیای کبیر و ایرلند بود.